# Liopleurodon
Liopleurodon var en svanödla som levde under juraperioden för cirka 150 miljoner år sedan. Djuret var stort, men inte så enormt som forskare tidigare uppskattade den som. Numera bedömer man dess medellängd till ca 5-7 meter, även om vissa exemplar förmodligen kunde bli större. Dess vikt låg troligen på 2,5-5 ton.
Det första fyndet av Liopleurodon gjordes 1873 av den franske fossilexperten Henri Sauvage. Först 1991 påträffades dock ett exemplar med en skalle på hela tre meters längd. Fynd har påträffats i Frankrike, Tyskland, Storbritannien och möjligen även i Chile.
Tidigare trodde man att Liopleurodon blev upp emot 15 meter i längd och vägde upp till 40-50 ton. Detta var dock överdrifter baserade på tidigare restaurerade käkar och därpå felaktigt uppskattade proportioner av resten av djurets kroppslängd.
I Mexiko år 2002 hittade man rester av ett stort urtidsdjur man menade var en Liopleurodon med en längd på 25 meter och en uppskattad vikt på 150 ton. Både längd och vikt hade dock överdrivits, förmodligen i publicitetssyfte, då dess längd vid kontroll uppgick till ca 15 meter. Det funna skelettet är också högst troligt inte heller från en Liopleurodon.